# Ontsira longicaudis
Ontsira longicaudis är en stekelart som först beskrevs av Giraud 1857.  Ontsira longicaudis ingår i släktet Ontsira och familjen bracksteklar. Inga underarter finns listade i Catalogue of Life.